# Medal 10-lecia Polski Ludowej
Medal 10-lecia Polski Ludowej – polskie cywilne odznaczenie państwowe ustanowione dekretem Rady Państwa 12 maja 1954 roku, jako odznaczenie jubileuszowe w związku ze zbliżającą się dziesiątą rocznicą powstania Polski Ludowej. Medal zaprojektowany został w 1954 roku przez Józefa Gosławskiego. Odznaczenie przyznawano w okresie od 22 lipca 1954 do 22 lipca 1955.

## Ustanowienie i zasady nadawania
Medal 10-lecia Polski Ludowej ustanowiony został na mocy dekretu Rady Państwa z 12 maja 1954 roku. Ów dekret określał ogólne zasady nadawania odznaczenia wymieniając zawody, których przedstawiciele mogliby medal otrzymać. Okres, w którym przewidywano wyróżnianie ograniczono do jednego roku – od 22 lipca 1954 do 22 lipca 1955. Ustalono, że dana osoba może zostać wyróżniona tylko raz; przewidziano również możliwość utraty odznaczenia w przypadku utraty praw publicznych i obywatelskich praw honorowych oraz jeżeli osoba uznana została za niegodną posiadania medalu lub gdy nadanie odznaczenia nastąpiło w wyniku wprowadzenia w błąd. Koszty związane z wykonaniem oraz nadawaniem medalu przypisano państwu. Zapowiedziano także opracowanie statutu medalu.
W tym samym dniu przyjęta została Uchwała Rady Państwa z dnia 12 maja 1954 – Statut „Medalu 10-lecia Polski Ludowej”. W statucie określono wygląd odznaki, doprecyzowano zasady nadawania, opisano tryb składania wniosków o nadanie medalu, a także sposób wręczenia i noszenia odznaczenia. Zgodnie z treścią uchwały medal nadawano:

– robotnikom, chłopom, technikom, inżynierom, pracownikom komunikacji, łączności, budownictwa, handlu, spółdzielczości i innych działów gospodarki narodowej,
– pracownikom nauki, kultury, oświaty i ochrony zdrowia,
– pracownikom administracji państwowej i gospodarczej,
– żołnierzom Sił Zbrojnych oraz pracownikom organów bezpieczeństwa publicznego,
– działaczom politycznym i społecznym,
którzy wyróżnili się całokształtem swojej pracy zawodowej lub działalności społeczno-politycznej, przyczyniając się do wykonywania zadań budownictwa socjalistycznego i pomnożenia sił Ojczyzny.

W dalszej kolejności Statut wymieniał dziedziny, w których zasługi stanowiły szczególną podstawę do otrzymania medalu. Były to m.in. podnoszenie wydajności pracy, przekraczanie planowych zadań, wzorowe prowadzenie gospodarstwa rolnego, skuteczne wdrażanie systemów przynoszących oszczędności, zasługi w dziedzinie handlu i usług, rozwój nauki i upowszechnianie wiedzy, rozwój kultury i sztuki, rozwój szkolnictwa, służby zdrowia, kultury fizycznej i sportu, podnoszenie poziomu pracy rad narodowych, usprawnianie administracji, walka z biurokracją, działania na rzecz wzrostu aktywności politycznej. Warunkiem uzyskania odznaczenia była również praca w Polsce Ludowej od pierwszego roku po wyzwoleniu. Nadanie medalu po czasie krótszym możliwe było jedynie w szczególnie uzasadnionych przypadkach.
Wnioskować o nadanie medalu mogli członkowie Rządu, kierownicy centralnych urzędów, naczelne władze organizacji politycznych, społecznych i spółdzielczych oraz prezydia wojewódzkich rad narodowych. Z inicjatywą mogły wystąpić organy podlegające wymienionym podmiotom. Formularz, w którym zawarty był wniosek, wymagał podania danych personalnych osoby, danych dotyczących przebiegu jej pracy zawodowej oraz jej działalności od 1944 roku, a także krótki opis całokształtu pracy zawodowej, działalności oraz postawy społecznej. W przypadku zatrudnionych w zakładach pracy wymagana była również opinia kierownictwa oraz zakładowej organizacji partyjnej i związkowej. Z kolei w przypadku chłopów indywidualnych i członków spółdzielni produkcyjnych wymagane było przedstawienie opinii prezydium powiatowej rady narodowej.
W precedencji  odznaczeń zajmował miejsce po medalu „Siły Zbrojne w Służbie Ojczyzny” a przed Medalem za Długoletnie Pożycie Małżeńskie.
Utrata mocy prawnej Statutu „Medalu 10-lecia Polski Ludowej” nastąpiła wraz z wejściem w życie Uchwały Rady Państwa z dnia 29 lutego 1960 r. w sprawie orderów i odznaczeń.

## Opis odznaki
Odznaka zaprojektowana została w roku 1954 przez polskiego rzeźbiarza i medaliera Józefa Gosławskiego. Jej wygląd opisany jest w paragrafie 1 Statutu, do którego dołączono też załącznik w postaci wzoru rysunkowego. Zgodnie z treścią uchwały medal jest jednostronny, a jego średnica to 40 mm. Obrzeże medalu jest rowkowane poprzecznie w płaszczyźnie zwężające się dośrodkowo, podzielone w sześciu równych odstępach ornamentem z liści dębowych, wysuniętych poza krąg medalu. W środku znajduje się okrągła, wklęsła tarcza o średnicy 20 mm, obramowana otokiem o średnicy 5 mm. Na tarczy znajduje się wizerunek trzech stojących postaci. Jedna z nich trzyma flagę państwową z biało-czerwonej emalii, druga snop żyta, zaś trzecia książkę. W dolnej części otoku widnieje napis 1944 22 VII 1954, a w górnej znajduje się ornament z liści laurowych. Powierzchnia z grupą figur oraz uchwyty medalu są oksydowane, natomiast otok złocony. Rewers jest gładki, srebrzony i lekko zmatowany.
Medalowi towarzyszy baretka w kształcie prostokąta o ściętych rogach. Na jej środku widnieje cyfra rzymska X. Z tyłu baretki zamocowana jest agrafka, która umożliwia przypięcie medalu.

## Wręczanie i noszenie medalu
Wraz z medalem wręczano legitymację odznaczeniową, która była dokumentem zaświadczającym o wyróżnieniu. Zgodnie z treścią Statutu, Wręczenie powinno mieć charakter uroczysty, mobilizujący pracowników danego zakładu pracy bądź mieszkańców danej miejscowości do zwiększenia wysiłków w pracy i działalności na rzecz państwa. Jako okazje przewidziane do wręczenia odznaczenia wymieniono:
- obchody 10-lecia Polski Ludowej;
- uroczyste sesje rad narodowych i akademie;
- zebrania w związku z uruchomieniem nowych zakładów pracy;
- zjazdy i konferencje;
- uroczystości inauguracji, bądź zakończenia roku akademickiego i szkolnego;
- zebrania pracowników;
- zebrania wiejskie.

Organami uprawnionymi do wręczania odznaczenia były:
- Przewodniczący Rady Państwa;
- członek Rady Państwa;
- członek Rządu;
- poseł;
- wiceminister;
- kierownik centralnego urzędu;
- przewodniczący lub członek prezydium wojewódzkiej, powiatowej lub miejskiej rady narodowej.

Ponadto w przypadku nadania medalu za granicą uprawnienia do jego wręczenia posiadał szef urzędu dyplomatycznego lub konsularnego. Z kolei w przypadku żołnierzy odznaczenie wręczyć mógł dowódca wojskowy upoważniony przez Ministra Obrony Narodowej, a pracownikom bezpieczeństwa osoby upoważnione przez Ministra Bezpieczeństwa Publicznego.
Zgodnie z Instrukcją Kancelarii Rady Państwa z dnia 29 lutego 1960 r. w sprawie sposobu noszenia orderów i odznaczeń medal noszono na prawej stronie piersi. Baretkę sporządzano ze wstążki o szerokości 37 mm, w kolorze czerwonym. Statut przewidywał noszenie medalu z okazji świąt państwowych, na posiedzeniach Sejmu i rad narodowych, na uroczystych zebraniach i akademiach oraz przy otrzymywaniu orderu lub odznaczenia. Inne okoliczności uzależniono od uznania osoby odznaczonej.

## Odznaczeni
Nazwiska wszystkich osób odznaczonych Medalem 10-lecia Polski Ludowej wymienione są w aktach prawnych zawierających decyzje Rady Państwa i opublikowane są w Monitorze Polskim. Wśród wyróżnionych znajdują się m.in. aktorzy (np. Gustaw Holoubek, Franciszek Pieczka, Wieńczysław Gliński), artyści (np. Stanisław Sikora, Jan Cybis), czy wojskowi (np. Tadeusz Krepski, Stanisław Skalski). Jedną z osób wyróżnionych był także Józef Gosławski – projektant odznaczenia. Rzeźbiarz odznaczony został 28 lutego 1955 na wniosek Ministra Kultury i Sztuki.
Łącznie przyznano 267 671 Medali 10-lecia Polski Ludowej.

## Nazwa
Poprawna nazwa odznaczenia to Medal 10-lecia Polski Ludowej. Często spotkać można błędne sposoby zapisu tej nazwy, lub też zmienioną jej formę, jak np.: Medal Dziesięciolecia Polski Ludowej, Medal 10-lecia PRL, czy też Medal 10-lecia.